# Núcleo accumbens

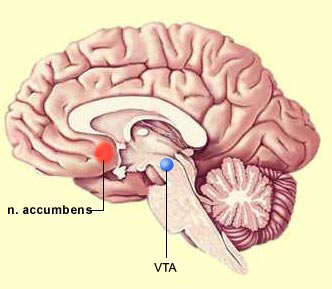
Núcleo accumbens é a área 34 de Brodmann e parte da via dopaminérgica mesolímbica. Recebe impulsos dopaminérgicos da área ventral tegmental (VTA).

Núcleo accumbens, abreviado como NAc, (do latim Nucleus accumbens septi, núcleo encostado à divisória/septo) é uma parte da via de recompensa, gerando prazer, impulsividade e comportamento maternal. Está localizado na cabeça do núcleo caudado, anterior ao putâmen e lateralmente ao septo pelúcido (origem de seu nome).

## Estrutura
O núcleo accumbens pode ser dividido funcionalmente em duas partes: núcleo e córtex. O núcleo projecta eferências ao globo pálido e substância nigra e produz principalmente GABA. O córtex envia eferências para área tegmental ventral, hipotálamo e amígdala. O núcleo accumbens recebe aferências do córtex pré-frontal de associação, amígdala basolateral e neurônios dopaminérgicos situados na área tegmental ventral (VTA), sendo central na via mesolímbica.

## Função
O prazer tinha uma função de aumentar as probabilidades de sobrevivência como comer comidas calóricas, dormir bem, aprender habilidades, conseguir apoio social e fazer sexo. Esse prazer também aumentava a motivação para repetir essas atividades até estar saciado. Atualmente, pode ser estimulado por qualquer atividade prazerosa mesmo sem função de sobrevivência, como jogos, músicas, filmes, livros e danças, sendo especialmente superativado por drogas como anfetaminas e heroína. É uma das principais áreas responsáveis pela adicção química e física. 